# Ståndssläktet
Ståndssläktet (Jacobaea) är ett släkte i familjen korgblommiga växter med ca 40 arter. Några arter odlas som trädgårdsväxter. Släktet är närstående korsörtssläktet (Senecio).

## Dottertaxa
Dottertaxa till ståndssläktet, i alfabetisk ordning:
- Jacobaea abrotanifolia
- Jacobaea adonidifolia
- Jacobaea alpina
- Jacobaea ambigua
- Jacobaea andrzejowskyi
- Jacobaea aquatica
- Jacobaea argunensis
- Jacobaea arnautorum
- Jacobaea auricula
- Jacobaea boissieri
- Jacobaea borysthenica
- Jacobaea buschiana
- Jacobaea candida
- Jacobaea cannabifolia
- Jacobaea cilicia
- Jacobaea delphiniifolia
- Jacobaea erratica
- Jacobaea erucifolia
- Jacobaea ferganensis
- Jacobaea gallerandiana
- Jacobaea gibbosa
- Jacobaea gigantea
- Jacobaea gnaphalioides
- Jacobaea incana
- Jacobaea inops
- Jacobaea leucophylla
- Jacobaea lycopifolia
- Jacobaea maritima
- Jacobaea maroccana
- Jacobaea minuta
- Jacobaea mollis
- Jacobaea mouterdei
- Jacobaea ornata
- Jacobaea othonnae
- Jacobaea paludosa
- Jacobaea persoonii
- Jacobaea samnitum
- Jacobaea sandrasica
- Jacobaea schischkiniana
- Jacobaea subalpina
- Jacobaea trapezuntina
- Jacobaea uniflora
- Jacobaea vulgaris

## Bildgalleri

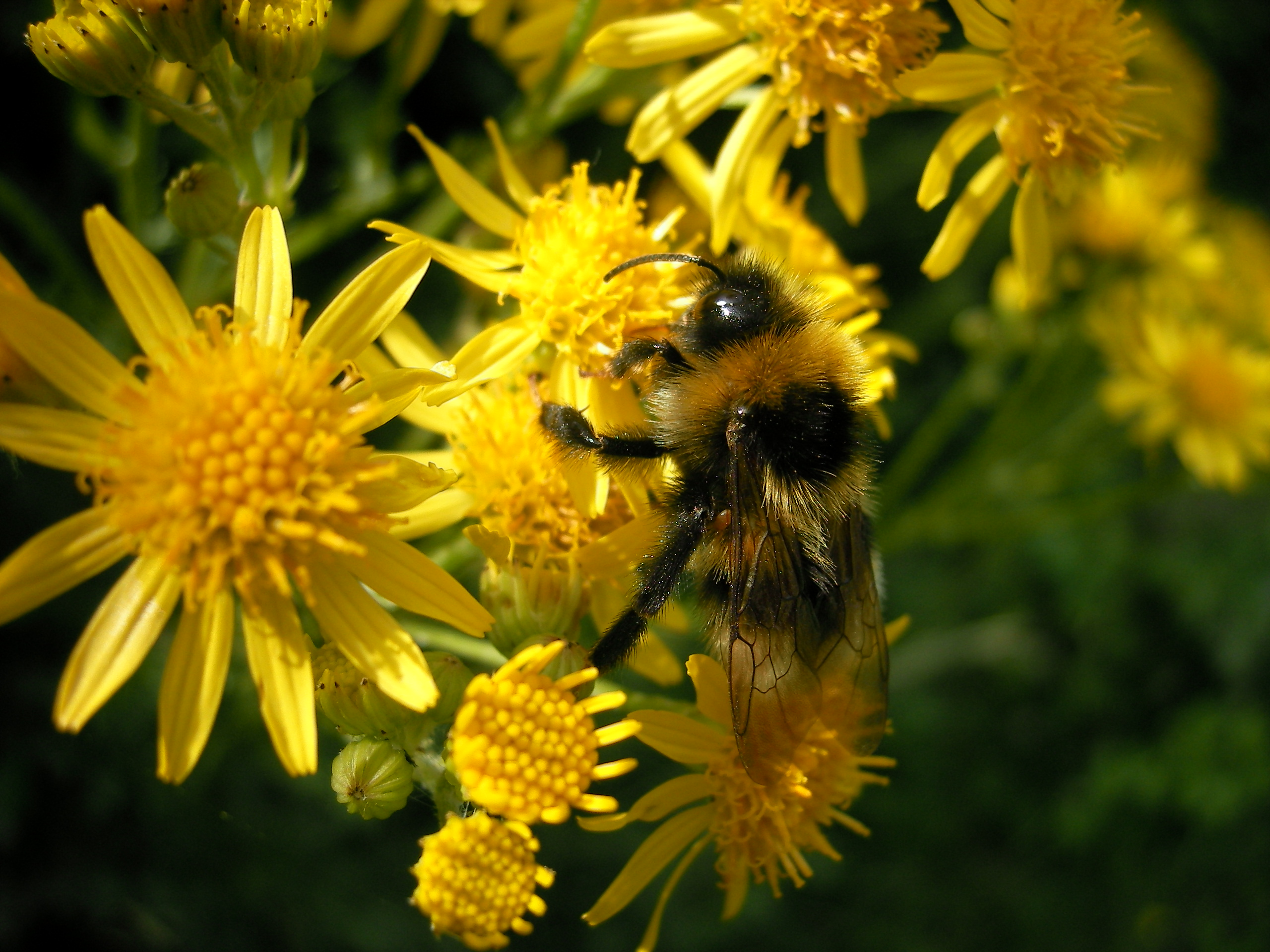
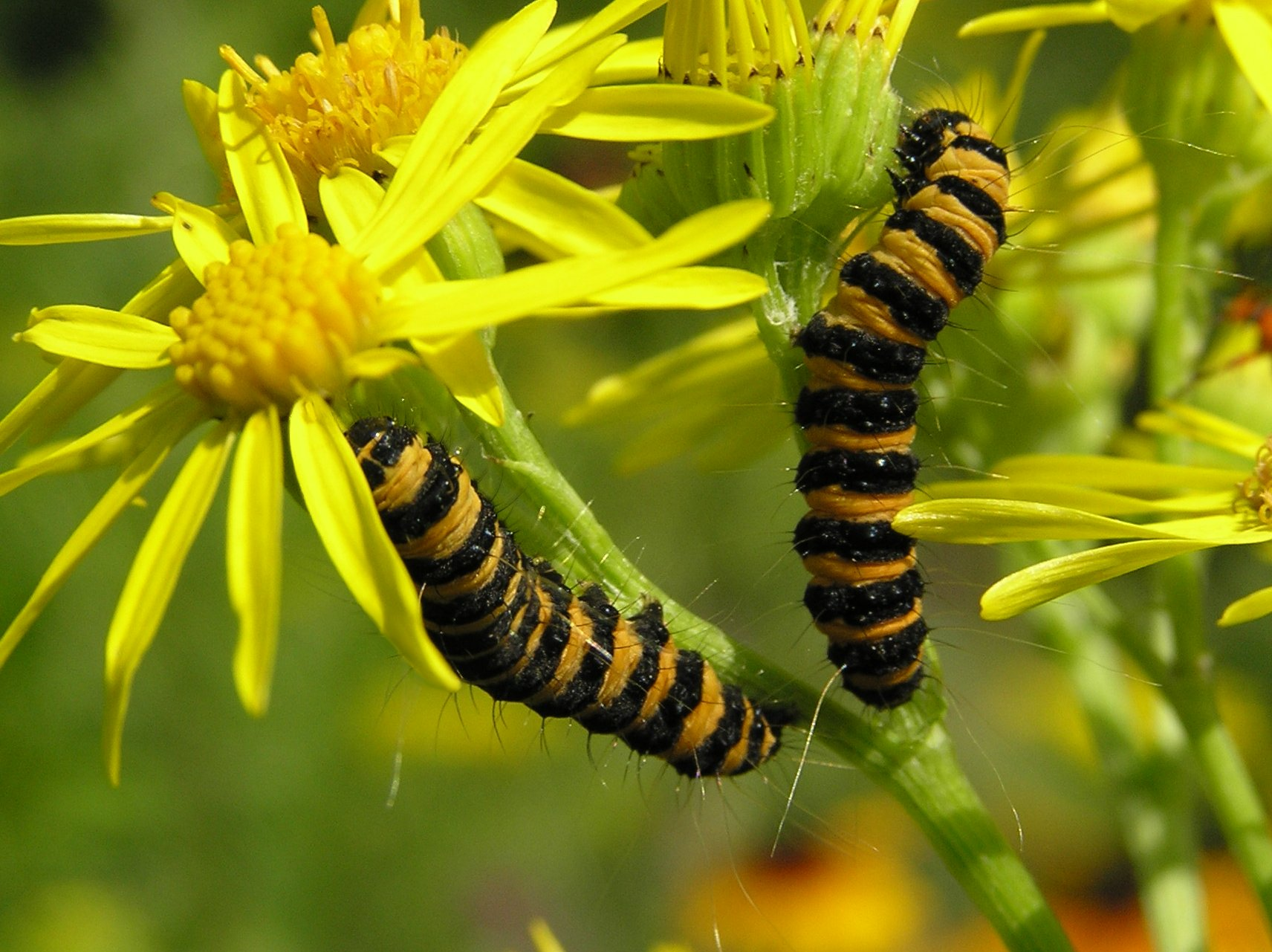
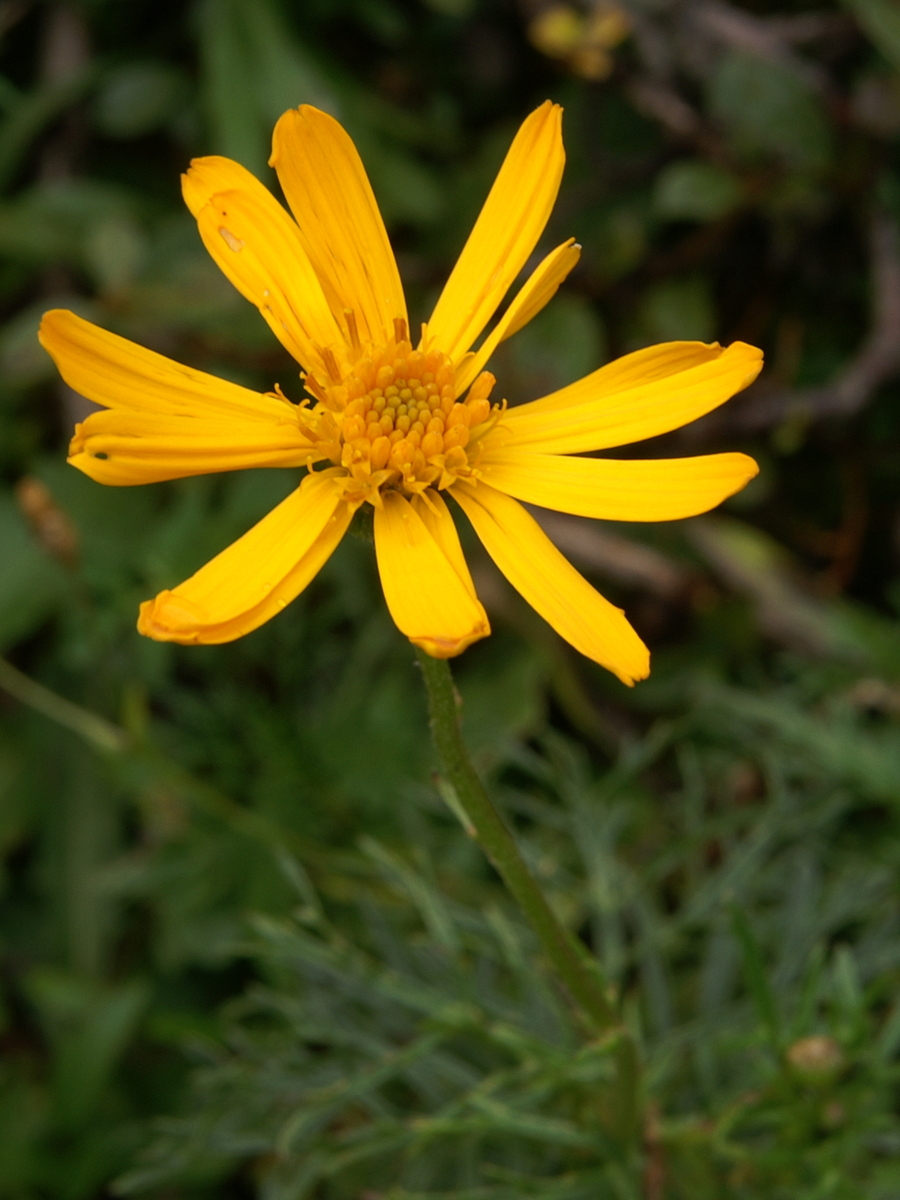
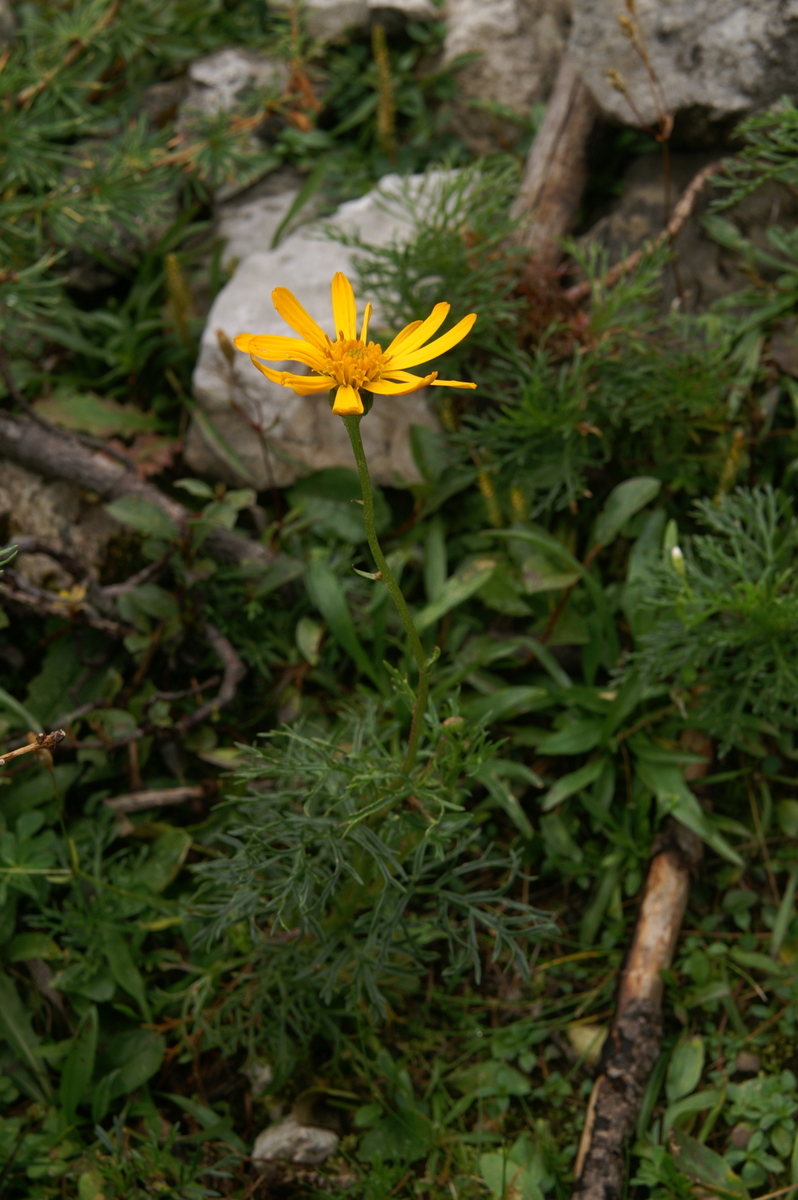
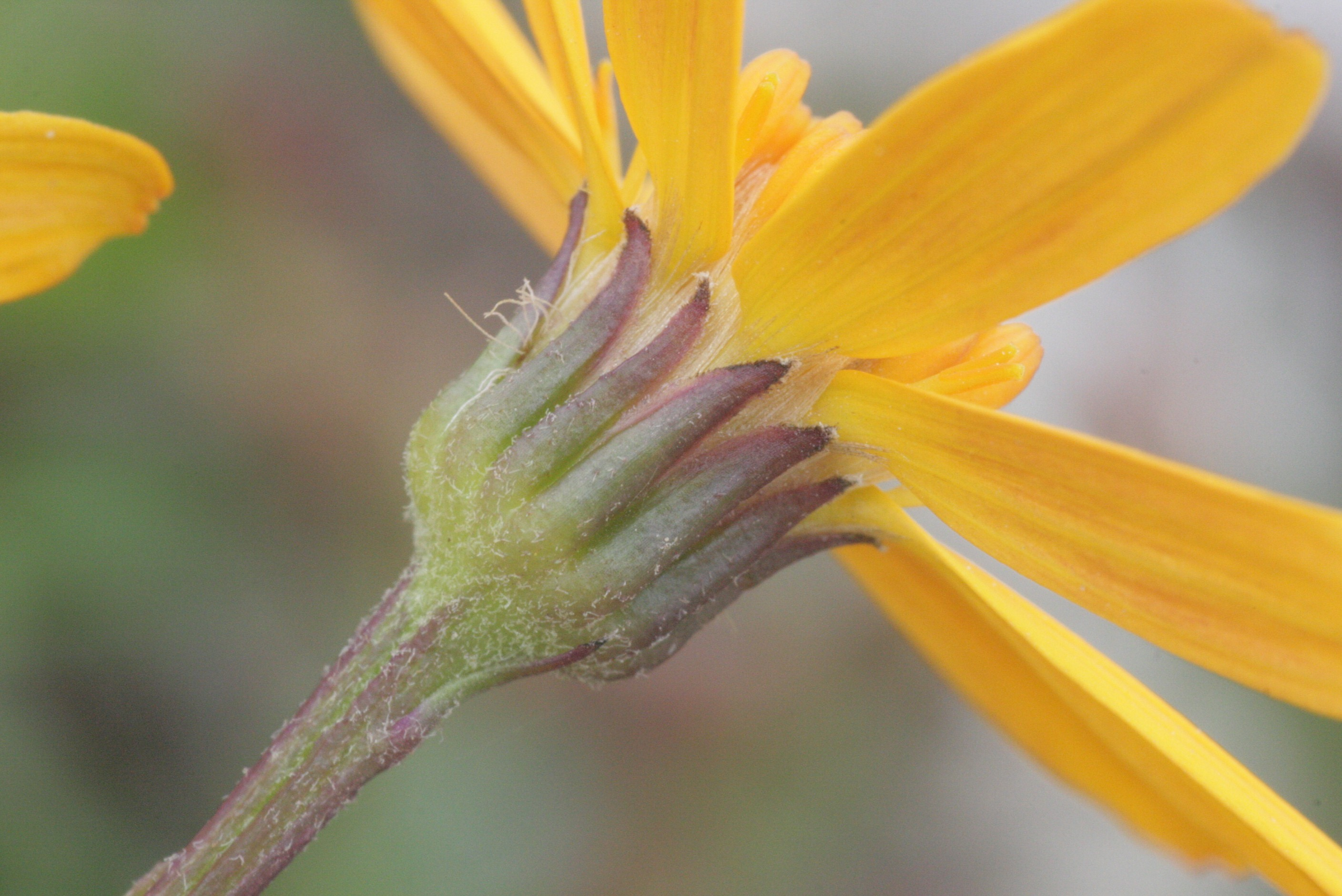
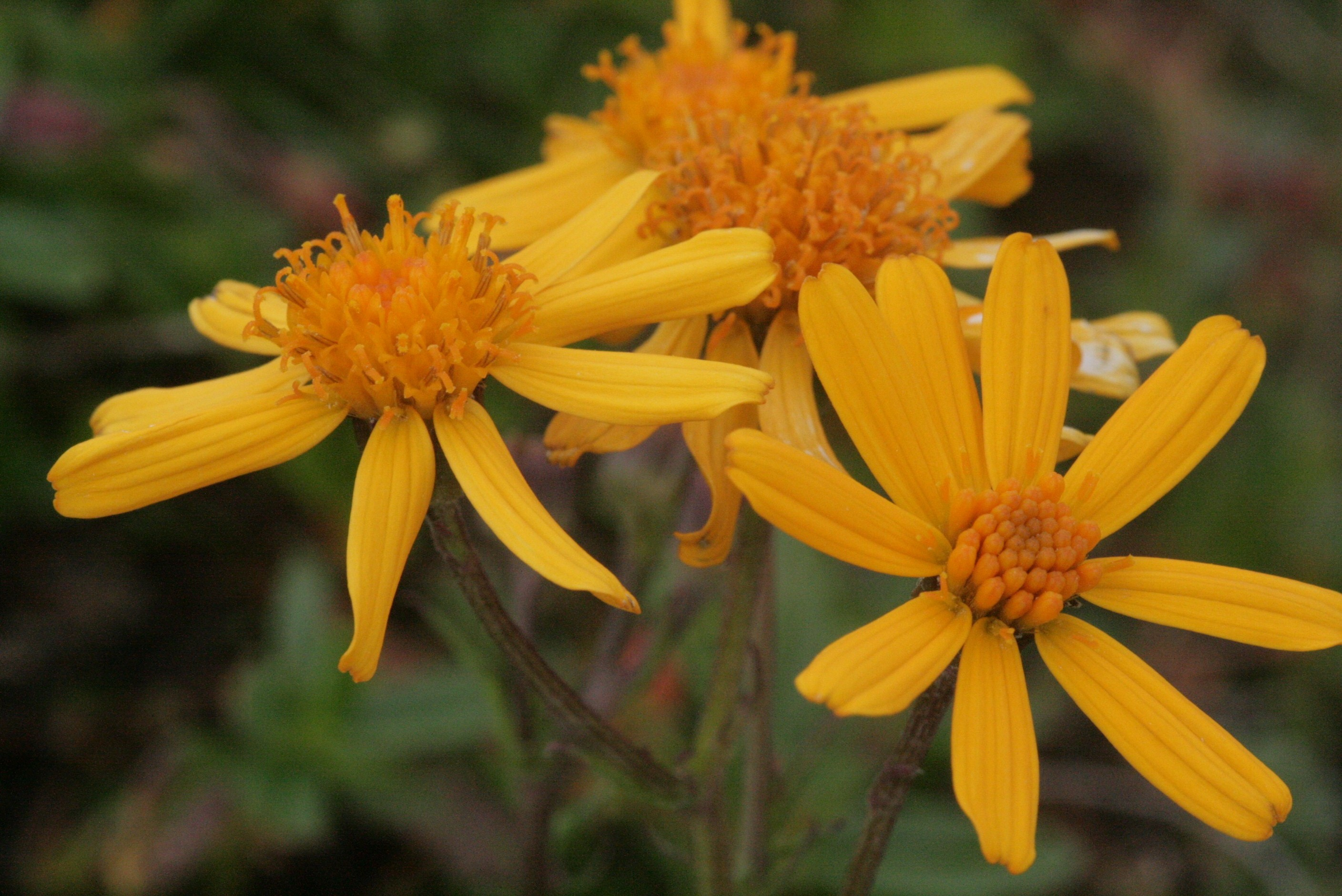